# Don Fuqua
Don Fuqua, właśc. John Donald Fuqua (ur. 20 sierpnia 1933 w Jacksonville) – amerykański polityk, członek Partii Demokratycznej.

## Działalność polityczna
W okresie od 3 stycznia 1963 do 3 stycznia 1967 przez dwie kadencje był przedstawicielem nowo utworzonego 9. okręgu, a następnie do 3 stycznia 1987 przez dziesięć kadencji 2. okręgu wyborczego w stanie Floryda w Izbie Reprezentantów Stanów Zjednoczonych.